# Берёзовка (Великолукский район)
Берёзовка — деревня в Великолукском районе Псковской области России. Входит в состав сельского поселения «Пореченская волость».
Расположена на юге волости, восточнее озера Чистое, в 58 км к югу от райцентра Великие Луки и в 21 км к юго-востоку от волостного центра Поречье.

## Население
Численность населения деревни составляет на 2000 год 5 жителей, на 2010 год — 3 жителя.

## История
До 2005 года деревня входила в состав ныне упразднённой Урицкой волости.